# Gabberpop
Gabberpop, of pop-gabber, is een muziekgenre dat elementen van popmuziek vermengt met kenmerken van gabber-gerelateerde muziekgenres, zoals (happy) hardcore. Het genre kenmerkt zichzelf door een hoge bassdrumtempo te mengen met pop- of rapvocalen. Het bevat vaak tussen de 150 en 180 beats per minuut.

## Geschiedenis
Het genre vindt zijn oorsprong in de jaren 90. De opkomst van gabberpop wordt geïllustreerd toen acts zoals Hakkûhbar en Party Animals inspeelden op de populariteit van happy hardcore. Deze acts verwierven bekendheid door elementen van hardcore te combineren met meer toegankelijke popmuziek en zelfs kinderrijmpjes. Deze acts slaagden erin een breder publiek aan te spreken. Echter, sommige leden van de gabberscene zagen deze ontwikkelingen als negatief. Zij beschouwden de opkomst van "sell-out" acts, zoals Gabber Piet met zijn parodie-hit Hakke & zage, die kindvriendelijke pop met gabber combineerde, als een aantasting van de oorspronkelijke kern van de gabbercultuur.
Het genre kwam in 2023 weer in de publieke belangstelling toen Joost Klein, Ski Aggu en Otto Waalkes een hit scoorden in Duitsland met hun gabberpop-single Friesenjung. In het nummer Droom Groot, dat in hetzelfde jaar werd uitgebracht, wordt de term ook gebruikt in het intro van het lied. Nadat eind 2023 aangekondigd werd dat Joost Klein Nederland ging vertegenwoordigen tijdens het Eurovisiesongfestival 2024, werd hij de 'prins van het gabberpop' genoemd door de pers. Zijn inzending Europapa valt ook binnen dit genre. Deze nummers zijn mede geproduceerd door Teun de Kruif, beter bekend als Tantu Beats, die samen met Joost een hand heeft gehad in het populariseren van het genre.
Andere artiesten die geassocieerd worden met het maken van gabberpop zijn onder andere Björk, Chibi Ichigo, Goldband en Ascendant Vierge.